# Jairampur
Jairampur is een census town in het district Changlang van de Indiase staat Arunachal Pradesh. 

## Demografie
Volgens de Indiase volkstelling van 2001 wonen er 5918 mensen in Jairampur, waarvan 57% mannelijk en 43% vrouwelijk is. De plaats heeft een alfabetiseringsgraad van 71%. 